# Eriborus terebrator
Eriborus terebrator är en stekelart som beskrevs av Aubert 1960. Eriborus terebrator ingår i släktet Eriborus och familjen brokparasitsteklar. Inga underarter finns listade i Catalogue of Life.